# Night Is Young
"Night Is Young" é um single da cantora canadense de música pop Nelly Furtado. Foi escrita por Furtado junto com Salaam Remi e Bellevue Hernst para o seu primeiro álbum de compilação The Best of Nelly Furtado (2010). A faixa foi produzido por Salaam Remi e Staybent Krunk-A-Delic e lançado como o primeiro single do álbum em 12 de outubro de 2010 pelo selo da Dream Works.

## Antecedentes
"Night Is Young" vazou na internet no início de 2010, na qual ainda se estava trabalhando com o título da faixa, "Free", mas foi originalmente promovida sob o nome "What You Want To Do (The Night Is Young)". 
A canção era para ser incluída no quinto álbum de estúdio de Nelly Furtado, intitulado Lifestyle, porém, foi incluída no primeiro álbum de compilação de Furtado, The Best of Nelly Furtado. É uma das três canções inéditas incluídas no álbum. A canção recebeu seu primeiro airplay na BBC Radio 1 em 3 de outubro de 2010. A canção segue um estilo dance e eletrônico, com letras que façam referência a: aproveitar a vida, amor e diversão. Uma versão acústica do single foi lançado para o Wal-Mart no qual apresenta uma performance de som ao vivo e um vídeo foi gravado, sendo lançado de forma viral.

## Vídeo musical
O videoclipe de "Night Is Young" foi dirigido por Alan Ferguson e filmado em Toronto, no Canadá, de 13 a 14 de outubro de 2010. Nelly Furtado comentou que a música não é "necessariamente uma canção de amor" e que "é sobre relacionamentos em muitas formas diferentes." Ela então acrescentou: "É sobre a comemoração, lembrando... e se divertindo e curtindo a vida." 
O vídeo começa com Nelly Furtado realizando um coro, no qual dois membros do coro olham um para o outro durante a execução, após terminado o coral, Nelly Furtado e os membros do coro, incluindo ciclistas, dançarinos, patinadores e jovens, vão a uma festa. 
No final do vídeo, o casal se beija. Fefe Dobson também aparece no vídeo. O vídeo estreou em seu canal no YouTube no dia 1 de novembro de 2010, e tornou-se disponível para download em 16 de novembro de 2010.

## Lista de faixas
CD Single
1. "Night Is Young" - 3:32
2. "Night Is Young" (Manhattan Clique Remix)

Digital Single
1. "Night Is Young" - 3:32
2. "The Best of Nelly Furtado Minimix" - 5:36

Digital Single - The Remixes
1. "Night Is Young" (Sketch Iz Dead Remix) featuring Wiley
2. "Night Is Young" (Montreal Mist Edit)
3. "Night Is Young" (Manhattan Clique Edit)

Digital Single - The Remixes Part 2
1. "Night Is Young" (Eclectic Dancehall Mix)
2. "Night Is Young" (Psychadelically Wiz Mix)

## Créditos
- Produção e arranjos por Salaam Remi, Staybent Krunk-A-Delic
- Gravação por Frank Socorro e Gleyder Disla
- Mixagem por Robert Orton
- Masterização por Greg Calbi
- Chaves e batidas por Salaam Remi, Staybent Krunk-A-Delic
- Vocais por Nelly Furtado
- Masterizado em Sterling Sound, Nova Iorque, Nova Iorque
- Gravado em Instrument Zoo, Miami, Flórida

## Histórico de lançamento
| Região         | Data                  | Formato          | Gravadora       |
| -------------- | --------------------- | ---------------- | --------------- |
| Reino Unido    | 3 de Outubro de 2010  | Airplay          | Polydor Records |
| Austrália      | 12 de Outubro de 2010 | Digital download | Universal Music |
| Áustria        | 12 de Outubro de 2010 | Digital download | Universal Music |
| Bélgica        | 12 de Outubro de 2010 | Digital download | Universal Music |
| Dinamarca      | 12 de Outubro de 2010 | Digital download | Universal Music |
| Itália         | 12 de Outubro de 2010 | Digital download | Universal Music |
| Finlândia      | 12 de Outubro de 2010 | Digital download | Universal Music |
| Nova Zelândia  | 12 de Outubro de 2010 | Digital download | Universal Music |
| Noruega        | 12 de Outubro de 2010 | Digital download | Universal Music |
| Portugal       | 12 de Outubro de 2010 | Digital download | Universal Music |
| Espanha        | 12 de Outubro de 2010 | Digital download | Universal Music |
| Suécia         | 12 de Outubro de 2010 | Digital download | Universal Music |
| Suíça          | 15 de Outubro de 2010 | Digital download | Universal Music |
| Holanda        | 15 de Outubro de 2010 | Digital download | Universal Music |
| França         | 18 de Outubro de 2010 | Digital download | Universal Music |
| Canadá         | 19 de Outubro de 2010 | Digital download | Universal Music |
| Estados Unidos | 19 de Outubro de 2010 | Digital download | Geffen Records  |
| Alemanha       | 29 de Outubro de 2010 | Digital Single   | Universal Music |
| Reino Unido    | 6 de Dezembro de 2010 | Digital Single   | Polydor Records |

## Posições nas paradas musicais
| Parada (2010/2011)                  | Melhor posição |
| ----------------------------------- | -------------- |
| África do Sul (South Africa Top 40) | 18             |
| Alemanha (German Top 100)           | 54             |
| Áustria (Ö3 Austria Top 40)         | 69             |
| Bélgica (Ultratip Flanders)         | 10             |
| Bélgica (Ultratip Wallonia)         | 32             |
| Canadá (Canadian Hot 100)           | 20             |
| Croácia (Croatia Top 40)            | 13             |
| Eslováquia (IFPI)                   | 7              |
| Holanda (Dutch Top 40)              | 33             |
| Itália (FIMI)                       | 51             |
| Lituânia (Lituania Top 50)          | 47             |
| Macedônia (Macedonia Singles Chart) | 2              |
| Polônia (Polish Music Charts)       | 6              |
| Portugal (Nielsen)                  | 47             |
| República Checa (IFPI)              | 36             |
| Rússia (EMI)                        | 78             |